# Can't Live Without You
Can't Live Without You è una canzone del gruppo Hard rock/Heavy metal Scorpions ed è inserita nell'album Blackout pubblicato nel 1982.
Scritta dal chitarrista ritmico Rudolf Schenker e dal cantante Klaus Meine, Can't Live Without You ha un ritmo rapido ed è la canzone più rock 'n' roll dell'album. 
Primo singolo estratto dall'album, la canzone si è posizionata in classifica: #17 in Francia, #47 in USA e #63 in Gran Bretagna.

## Tracce
1. Can't Live With You (Schenker, Meine) - 3:47
2. China White (Schenker, Meine) - 6:59

## Formazione
- Klaus Meine - voce
- Matthias Jabs - chitarra
- Rudolf Schenker - chitarra
- Francis Buchholz - basso
- Herman Rarebell - batteria

## Classifica
| Anno | Classifica            | Posizione |
| ---- | --------------------- | --------- |
| 1982 | France Top Singles    | #20       |
| 1982 | Mainstream Rock Chart | #47       |
| 1982 | UK Singles            | #63       |